# Термічний опір

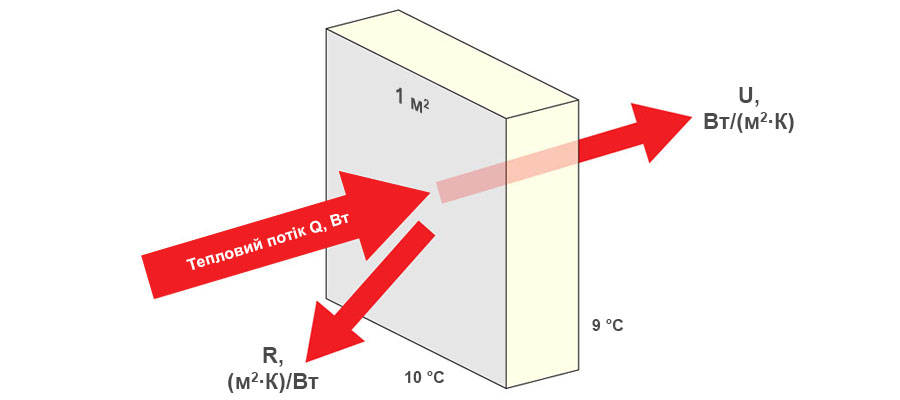
Сутність опору теплопередачі R та коефіцієнту теплопередачі U

Термі́чний о́пір або теплови́й о́пір (англ. thermal resistance) — здатність тіла (його поверхні або шару) перешкоджати поширенню теплового руху молекул.

## Види термічного опору
Розрізняють:
- повний термічний опір ({\displaystyle R_{t}}) — величина, обернена до коефіцієнта теплопередачі системи у цілому;
- питомий термічний опір ({\displaystyle r_{t}}) — термічний опір, виражений через густину теплового потоку. Питомий термічний опір чисельно дорівнює температурному напору, необхідному для передавання теплового потоку одиничної густини (1 Вт/м²) до поверхні тіла або через шар речовини, виражається у м²·К/Вт. Розрізняють:
  - питомий поверхневий термічний опір — величина, обернена до коефіцієнта тепловіддачі;
  - питомий термічний опір шару — дорівнює відношенню товщини шару до його коефіцієнта теплопровідності.

Загальний питомий термічний опір складної системи (наприклад, багатошарової теплової ізоляції) дорівнює сумі термічних опорів її складових частин.
{\displaystyle r_{t}=r_{1}+r_{2}+r_{3}+...+r_{n}.}

## Розрахункові формули
Формула повного термічного опору:
{\displaystyle R_{t}={\frac {T_{2}-T_{1}}{Q}},}
де: {\displaystyle R_{t}} — повний тепловий опір на ділянці теплового кола, яка розглядається, K/Вт;
{\displaystyle T_{2}} — температура початку ділянки, K;
{\displaystyle T_{1}} — температура кінця ділянки, K;
{\displaystyle Q} — тепловий потік, що протікає через ділянку кола, Вт.
Формула питомого термічного опору ділянки теплового кола:
{\displaystyle r_{t}={\frac {T_{2}-T_{1}}{q}}}
де: {\displaystyle r_{t}} — питомий тепловий опір на ділянці теплового кола, яка розглядається, (м²·K)/Вт;
{\displaystyle T_{2}} — температура початку ділянки, K;
{\displaystyle T_{1}} — температура кінця ділянки, K;
{\displaystyle q} — густина теплового потоку, що протікає через стінку, Вт/м².
Формула питомого поверхневого термічного опору:
{\displaystyle r_{t}={\frac {1}{\alpha }},}
де: {\displaystyle r_{t}} — питомий тепловий опір на ділянці твердої стінки із теплоносієм, (м²·K)/Вт;
{\displaystyle \alpha } — коефіцієнт тепловіддачі від стінки до теплоносія, Вт/(м²∙K)
Питомий тепловий опір ділянки теплового кола у вигляді твердої стінки однакової товщини:
{\displaystyle r_{t}={\frac {l}{\lambda }},}
де: {\displaystyle r_{t}} — питомий тепловий опір стінки, м²·К/Вт;
{\displaystyle l} — довжина ділянки теплового кола (товщина стінки), м;
{\displaystyle \lambda } — коефіцієнт теплопровідності матеріалу, Вт/(м·К).